# Лихошерстных, Владимир Иванович
Влади́мир Ива́нович Лихоше́рстных (род. 3 января 1952, Алма-Ата) — советский футболист, нападающий, полузащитник.
Воспитанник групп подготовки при команде «Кайрат» Алма-Ата. Дебютировал в 1970 году в команде класса «Б» (Д4) «Электрон» Псков. 1971 год провёл во второй лиге в «Тракторе» Павлодар. Затем выступал в высшей (1972—1974, 1977—1979) и первой (1975—1976, 1979) лигах за «Кайрат» (1972—1973, 1975—1979), ЦСКА (1974 — три матча) и «Трактор» Павлодар (1979, с мая).